# El Arenal, Yahualica
El Arenal är en ort i Mexiko.   Den ligger i kommunen Yahualica och delstaten Hidalgo, i den sydöstra delen av landet, 180 km norr om huvudstaden Mexico City. El Arenal ligger 234 meter över havet och antalet invånare är 469.
Terrängen runt El Arenal är huvudsakligen kuperad. El Arenal ligger nere i en dal. Runt El Arenal är det ganska tätbefolkat, med 100 invånare per kvadratkilometer. Närmaste större samhälle är Xochiatipan de Castillo, 13,4 km sydost om El Arenal. I omgivningarna runt El Arenal växer huvudsakligen savannskog.